# Archonias
Archonias é um monotypic gênero de borboletas da família Pieridae. Arconias brassolis, o coração de boi branco, é sua única espécie. É encontrada desde do sul da América Central,  a maioria da América do Sul.

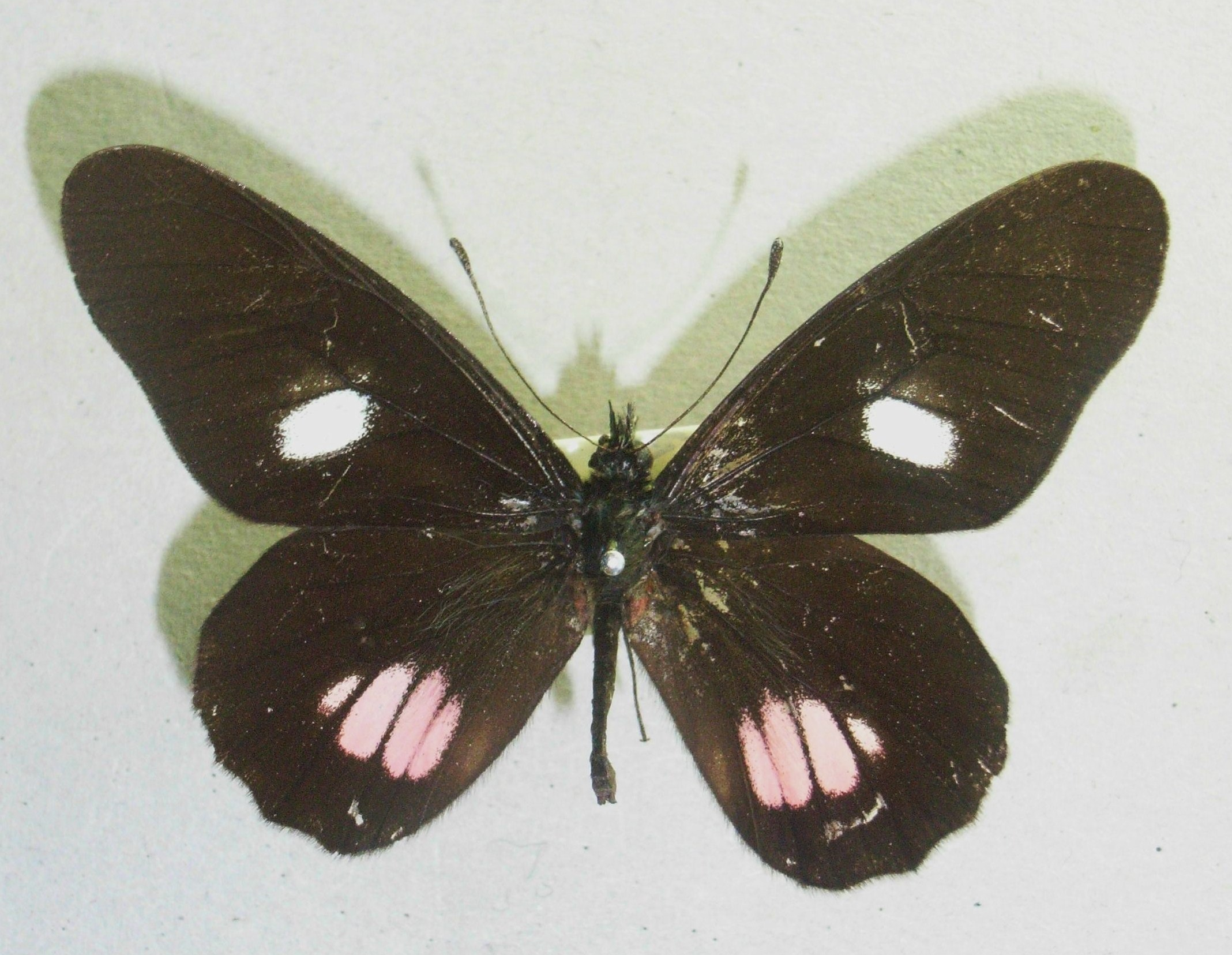
A. b. tereas

A envergadura é de 56 a 65 mm para A. b. rubrosparsa e 31-34 mm para A. b. approximata.
Embora Archonias brassolis é um membro da família das brancas, é principalmente preto, com manchas vermelhas das asas posteriores e manchas brancas nas superioes. É geograficamente variável, com algumas formas sendo imitadores notáveis de várias andorinhas de Parides Parides, enquanto outras se assemelham fortemente ao gênero heliconius. É provável que essas borboletas sejam intratáveis e, portanto, mímicas de Müller.
As larvas alimentam de espécies Loranthaceae  e são gregárias. Adultos de A. b. approximata foram registradas a alimentar-se de néctar de Eupatorium espécies.

## Subespecies
- A. b. approximata (Guatemala, Honduras, Costa Rica, Panamá)
- A. b. brassolis (Suriname, Guianas)
- A. b. critias (Venezuela, Colômbia)
- A. b. cutila (Equador)
- A. b. marcias (Brasil)
- A. b. negrina (Equador, Bolívia, Argentina, Peru)
- A. b. nigripennis (Colômbia)
- A. b. rosácea (Equador, Venezuela)
- A. b. rubrosparsa (Equador)
- A. b. tereas (Brasil)

Há também uma subespécie não descrita da Colômbia.